# Herbert Todt
Herbert Todt (* 10. April 1911 in Sprockhövel; † 2003 in Bad Vilbel) war ein deutscher unitarischer Pfarrer und Sekretär der Deutschen Antarktischen Expedition 1938/39.

## Leben
Nach dem Abitur im Jahre 1931 studierte Todt Germanistik, Geographie und Philosophie an der Universität Frankfurt am Main und promovierte 1938 bei Franz Schultz mit der Arbeit Die deutsche Begegnung mit Afrika im Spiegel des deutschen Nachkriegsschrifttums.
Am 20. Oktober 1938 wurde Todt als Leiter des Büros der Deutschen Antarktischen Expedition in Hamburg angestellt. Er unterstützte Alfred Ritscher vor allem bei der Beschaffung der Expeditionsausrüstung und nach der Rückkehr der Expedition bei der Ausarbeitung der Ergebnisse bis zu seiner Einberufung zur Wehrmacht im August 1939.
Nach dem Zweiten Weltkrieg wurde Todt Pfarrer der unitarischen Gemeinde in Bad Vilbel, diesen Posten bekleidete er bis zu seinem Ruhestand. Todt war verheiratet und hatte einen Sohn.

## Ehrungen
- ein aus dem Eis herausragender Felsrücken in Neuschwabenland (Antarktika) trägt den Namen Todtriegel[3]
- Bundesverdienstkreuz
- Goldene Ehrennadel von Bad Vilbel

## Schriften (Auswahl)
- Die deutsche Begegnung mit Afrika im Spiegel des deutschen Nachkriegsschrifttums. Blazek & Bergmann, 74 S., Frankfurt am Main, 1939.
- als Hrsg.: Unitarische freie Religion. Quellensammlung zur Geschichte ihrer Entfaltung in Frankfurt am Main. Unitarische Freie Religionsgemeinde, 47. S., Frankfurt am Main, 1970.